# 翟酺
翟 酺（てき ほ、生没年不詳）は、後漢の官僚・学者。字は子超。本貫は広漢郡雒県。

## 経歴
4代にわたって『詩経』の学問を伝える家に生まれた。『老子』を好み、図讖・緯書・天文・歳時の学問を得意とした。舅の仇を日南郡で討ち、長安に逃れ、占いで生計を立て、後に涼州で羊を放牧した。赦令に遭って郷里に帰った。郡に仕え、洛陽に召し出されて議郎に任じられ、侍中に転じた。
ときに尚書の官に欠員が出たため、六百石以上の大夫に政事・天文・道術について試問して、及第者を尚書に補任することになった。翟酺は自らの才能への自負が強かったが、もと太史令の孫懿に嫌われていたため、才能以外のところが評価されるのを恐れて、孫懿のもとに挨拶に赴いた。対面すると、試験についての言及もなく、ただ涙を流すばかりであった。孫懿が怪しんでそのわけを訊ねると、翟酺は「『春秋保乾図』に漢賊孫登という人物の予言があり、才智によって宦官に殺害されるとされています。あなたの相を観ると、その記述に当てはまっているようです。私はあなたに恩義を受けているので、あなたの禍を悲しんでいるだけです」と答えた。孫懿は恐れて、病と称して試問しなかった。これにより翟酺の答案は第一とされ、翟酺は尚書に任じられた。
ときに安帝が親政を始めると、帝の祖母の宋貴人の実家の人々が封建され、安帝の父の正妻の兄にあたる耿宝や皇后の兄弟の閻顕らが任用されて権勢を振るった。翟酺は上疏して安帝を諫めたが、その上奏は顧みられることなく、外戚や寵臣たちの憎しみを買ったのみに終わった。
124年（延光3年）、翟酺は酒泉太守として出向した。羌の反乱軍1000騎あまりが敦煌郡から酒泉郡の境に進入すると、翟酺は討伐に赴き、900人を斬首し、羌の部隊は幾度も殲滅された。翟酺は京兆尹に転じた。順帝が即位すると、翟酺は光禄大夫の位を受け、将作大匠に転じ、経費の節減につとめた。翟酺は尚書令の高堂芝らとともに権貴による誣告を受けて罪に落とされ、家に蟄居させられた。さらには翟酺は張楷らとともに反乱を計画していたと訴えられ、逮捕されて身柄を廷尉に下された。杜真らが上書してその冤罪を訴えたため、翟酺は釈放された。後に家で死去した。
著作に『援神鉤命解詁』12篇があった。

## 伝記資料
- 『後漢書』巻48 列伝第38